# My Little Pony: Equestria Girls – Rainbow Rocks
 (juillet 2021).
My Little Pony: Equestria Girls – Rainbow Rocks ou Rainbow Rocks est un film d'animation américano-canadien réalisé par Jayson Thiessen, sorti le 27 septembre 2014 aux États-Unis. Il s'agit du deuxième film de la franchise My Little Pony: Equestria Girls et la suite du film original Equestria Girls. Comme ce dernier, il a aussi eu droit a une sortie limitée dans des cinémas. Il est suivi de deux suites, Friendship Games (2015) et Legend of Everfree (2016).
Le film a été produit par DHX Media en partenariat avec Hasbro.

## Synopsis
Le film commence avec trois filles en train de chanter, se nourrissant de l'énergie négative des gens d'un café. Se plaignant d'avoir été bannie, la leader, Adagio, découvre que de la magie équestrienne se cache dans ce monde. Adagio, Aria et Sonata vont alors tout faire pour obtenir cette énergie.
Pendant ce temps, au lycée de Canterlot, un concours musical a lieu ; Rainbow Dash, Pinkie Pie, Applejack, Rarity et Fluttershy y participent sous le nom "Les Rainbooms" avec Sunset Shimmer, qui souhaite réparer les erreurs du passé.
Adagio et ses amies s'inscrivent dans le lycée et participent sous le nom "Les Dazzlings" pour gagner plus de pouvoir ; en une chanson, elle envoûtent tout le lycée sauf les Rainbooms et Sunset Shimmer pour faire une bataille de chants, ces dernières appellent la Princesse Twilight Sparkle pour les aider à vaincre les Dazzlings et rétablir l'harmonie au lycée de Canterlot.
Tout au cours du film, Twilight Sparkle, essaie de trouver un contre sort contre les Dazzlings.
Lors du concours, les Rainbooms chantent une chanson, "Je sais que j'ai du talent", qui est centrée sur Rainbow Dash ; celle-ci a failli se transformer en poney. Sunset Shimmer, pour essayer d'éviter ça, interrompt leur chanson.
Lors de la finale, les Dazzlings chantent "Bienvenue à vous", réussissent à avoir assez de haine dans leur collier et à se transformer en sirènes. Les Rainbooms chantent pour essayer de faire le contre sort. Les sirènes ont mis k-o les Rainbooms. Il resta alors un espoir, Sunset Shimmer. Elles réussirent toutes les sept à battre les Dazzlings.

## Personnages
- Twilight Sparkle : la princesse de l'amitié d'Equestria qui retourne au monde des humains et devient la chanteuse des Booms-en-ciel. Son homologue humain apparaît dans une Scène post-crédits.
- Spike : l'assistant dragon de Twilight qui se transforme en chien parlant lorsqu'il retourne au monde des humains avec Twilight.
- Sunset Shimmer : l'antagoniste du premier film, elle est maintenant une amie réformée des Booms-en-ciel.
- Rarity : Admiratrice de la mode, elle joue de la guitare-clavier dans le groupe et créé des costumes pour le groupe.
- Rainbow Dash : la fondatrice, guitariste et chanteuse de la groupe.
- Fluttershy : une élève timide qui joue du tambourin dans la groupe.
- Applejack : une fermière qui joue de la basse dans les Booms-en-ciel.
- Pinkie Pie : une élève énergique qui est la batteuse du groupe.
- Adagio Dazzle : la meneuse manipulatrice des Dazzlings (=les étincellentes en français), un trio de sirènes bannies d'Equestria au monde des humains et la chanteuse principale du groupe.
- Aria Blaze : une sirène grognonne et une choriste des Dazzlings.
- Sonata Dusk : une sirène écervelée et une choriste des Dazzlings.
- DJ PON-3 : une disc jockey muette qui aide les Booms-en-ciel à sauver le monde à la fin du film.
- Trixie : la chanteuse et la guitariste de Trixie et les Illusions, un groupe rival.

## Distribution

### Voix originales
- Tara Strong : Twilight Sparkle
- Rebecca Shoichet : Twilight Sparkle (chant) / Sunset Shimmer
- Ashleigh Ball : Applejack / Rainbow Dash
- Andrea Libman : Pinkie Pie / Fluttershy
- Shannon Chan-Kent : Pinkie Pie (chant)
- Tabitha St. Germain : Rarity / Vice-Principale Luna
- Kazumi Evans : Rarity  (chant)/ Adagio Dazzle
- Cathy Weseluck : Spike
- Nicole Oliver : Principale Celestia / Cheerilee
- Michelle Creber : Apple Bloom
- Madeline Peters : Scootaloo
- Claire Corlett : Sweetie Belle
- Michelle Creber : Sweetie Belle (chant)
- Peter New : Big McIntosh
- Kathleen Barr : Trixie
- Vincent Tong : Flash Sentry

### Voix françaises
- Claire Tefnin : Twilight Sparkle
- Fabienne Loriaux : Applejack
- Alexandra Corréa : Spike
- Élisabeth Guinand : Fluttershy
- Julie Basecqz : Rarity
- Nathalie Hugo : Pinkie Pie
- Mélanie Dermont : Rainbow Dash
- Fanny Roy : Princesse Luna
- Delphine Moriau : Princesse Celestia
- Audrey d'Hulstère : Trixie
- Ambre Grouwels : Trixie (chant)
- Laetitia Liénart : Sunset Shimmer
- Micheline Tziamalis : Adagio Dazzle
- Stéphanie Vondenhoff : Adagio Dazzle (chant)
- Marie-Line Landerwijn : Aria Blaze
- Tania Garbarski : Diamond Tiara
- Émilie Guillaume : Apple Bloom
- Frédérique Schürmann : Sonata Dusk
- Nathalie Delattre : Rarity (chant)
- Nancy Philippot : Twilight Sparkle (chant) / Rarity (chant - Comme un arc en ciel)
- Nathalie Stas : Applejack (chant)

Chanteurs : Nancy Philippot, Mélanie Dermont, Nathalie Stas, Nathalie Delattre, Stéphanie Vondenhoff, Frédérique Schürmann, Agathe Détrieux, Moïse Fussen, Marie-Line Landerwijn, Marie-Ange Teuwen
- Version française : SDI Media Belgium pour HASBRO
- Direction artistique, Direction musicale et Adaptation des chansons : Nathalie Stas
- Adaptation des dialogues : Sociéte Timecode
- Ingénieur du son : François Vincent
- Production : Céline Estier, Nicolas Potemberg

## Chansons
Les chansons du film sont créés par Daniel Ingram et William Kevin Anderson.
1. Rainbow Rocks
2. Bien mieux que jamais (Better than ever)
3. Gagner (Battle of the Bands)
4. Le contre-sort (Bad Counter-Spell)
5. Remue-toi (Shake Your Tail)
6. Maintenant je te tiens (Under Our Spell)
7. C'est mon tour de montrer (Tricks Up My Sleeves)
8. Je sais que j'ai du talent (Awesome As I Wanna Be)
9. Bienvenue à vous (Welcome to the Show)
10. La bataille des Rainbooms (Rainbooms Battle)
11. Comme un arc-en-ciel (Shine Like Rainbows)

## Sortie
Comme le premier film, Rainbow Rocks a eu droit a une sortie limitée à partir du 27 septembre 2014 dans plus de 300 cinémas Screenvision aux États-Unis et au Canada. Le film a aussi reçu une sortie à « tapis violet » au TCL Chinese Theatre et a été assistée par Jamie Foxx, Ariel Winter et Quvenzhané Wallis, entre autres.

## Courts-métrages

### Courts-métrages préludes
Avant la sortie du film, huit courts-métrages ont été publiés sur YouTube comme prequels au film. Ils ont été ensuite diffusés sur Discovery Family le 30 mai 2015 et vus par 299 000 téléspectateurs.
| Numéros | Titres                                 | Scénariste(s)                       | 1re diff. aux États-Unis |
| --- | -------------------------------------- | ----------------------------------- | ------------------------ |
| 1 | Musique aux oreilles Music to My Ears  | Cindy Morrow                        | 27 mars 2014             |
| On voit DJ Pon-3 devant un passage piéton en train d’attendre que le feu tricolore passe au vert. Lorsqu'elle met son casque, le monde entier se met a danser sur la musique de DJ PON-3. À la fin du court-métrage, Celestia attrape DJ PON-3 en train d'écouter de la musique dans les couloirs. Elle lui prend alors son casque mais DJ PON-3 sort une paire d'écouteurs de rechange et continue à écouter sa musique. |                                        |                                     |                          |
| 2 | Guitare de rêve Guitar Centered        | Amy Keating Rogers                  | 4 avril 2014             |
| Rainbow Dash va acheter une nouvelle guitare accompagnée de ses amies. Elle jettera son dévolu sur une guitare électrique avec double manche mais Trixie la veut aussi. Les deux filles se battent pour obtenir l'instrument et décident pour se départager de faire un concours de guitare. Trixie prend l'avantage jusqu'à ce que le "pouvoir poney" de Rainbow Dash se manifeste, lui permettant de gagner. Toutefois, elle renoncera à son prix, préférant la guitare lui ayant permis de gagner. Trixie s'empare alors de la guitare à double manches mai réalise que la guitare rouge coute 12 000 euros.                                                               |                                        |                                     |                          |
| 3 | Hamstocalypse Hamstopocalypse Now      | Josh Haber                          | 11 avril 2014            |
| Fluttershy demande à Rarity de garder ses hamsters le temps qu'elle nettoie leur cage, malheureusement, elle perde le contrôle sur eux et ils commenceront à se battre. Les deux filles tenteront de les attraper jusqu'à ce qu'un tambourin tombe au sol, hypnotisant les animaux par son tintement. Fluttershy se mettra à en jouer, réveillant son "pouvoir poney" et calmant les hamsters qui retournent alors tranquillement dans leur cage. |                                        |                                     |                          |
| 4 | Pinkie aux baguettes Pinkie on the One | Josh Haber                          | 25 avril 2014            |
| Pinkie Pie énerve ses amies avec son énergie de batteuse. Toutefois, cela donnera une idée à Rainbow Dash : elle prendra Pinkie Pie comme batteuse. Pinkie Pie déchainera toute son énergie en jouant de la batterie éveillant son "pouvoir poney". |                                        |                                     |                          |
| 5 | Piano mobile Player Piano              | Amy Keating Rogers                  | 9 mai 2014               |
| Rarity utilise ses charmes pour convaincre trois garçons (ressemblant à des chiens à diamants) de trainer un piano au lycée. Ils passent le piano à travers un couloir bondé par force. À la salle de musique, Rarity arrive en retard pour la répétition du group et la cloche sonne. Rarity est déçue de ne pas pouvoir montrer ses capacités mais Applejack lui conseille de prendre quelque chose de plus facile à transporter. Pinkie Pie lui propose une guitare avec un clavier : un croisement entre une guitare et un piano. Rarity commence à jouer et réveille son "pouvoir poney". Elle décide finalement de garder la guitare-clavier.                           |                                        |                                     |                          |
| 6 | Basse en balade A Case for the Bass    | Natasha Levinger                    | 23 mai 2014              |
| Granny Smith raconte à Applejack qu'elle a vendu sa basse à deux hommes nommés Flim et Flam. Applejack ira donc dans leur magasin accompagnée de ses amies pour la récupérer. Applejack leur proposera de leur rendre l'argent en échange de la basse mais les deux arnaqueurs décident de multiplier le prix par mille et doute que la basse qui appartient. Applejack se mettra alors à jouer de l'instrument, réveillant son "pouvoir poney", et convaincant enfin les deux hommes que c'est bien sa basse, mais malgré ça, leur réponse reste la même. Ils finissent par proposer un autre marché : on voit alors Applejack déguisée en banane et leur faisant de la pub. |                                        |                                     |                          |
| 7 | Remue-toi! Shake your Tail!            | Amy Keating Rogers                  | 6 juin 2014              |
| Les Booms-en-ciel essaient de trouver un thème pour une danse au gymnase du lycée. Pinkie Pie propose comme thème une fête Hawaï, Rainbow Dash propose un thème sportif, Applejack propose un thème sur la vie à la ferme, Rarity propose un thème de bal masqué, Twilight Sparkle propose un thème de session d'étude et Fluttershy propose un thème animalier. Après l'échec de toutes leurs idées, Rainbow Dash propose de combiner toutes leurs thèmes, menant à une danse réussite. Le court-métrage est entrecoupé avec des scènes des Booms-en-ciel jouant la chanson du même nom à la danse.                                                                          |                                        |                                     |                          |
| 8 | La journée idéale Perfect Day for Fun  | Daniel Ingram et Amy Keating Rogers | 19 juin 2014             |
| Les Raibooms s'amusent à la fête foraine à l'école. Le court-métrage est entrecoupé avec des scènes des Booms-en-ciel jouant la chanson du même nom sur la scène de la fête foraine. |                                        |                                     |                          |

### Courts-métragesencore
Le 2 avril 2015, trois courts-métrages musicaux ont été publiés sur YouTube comme suites pour le film. Ils sont appelés les « encore shorts » (courts-métrages rappels) par le co-réalisateur Ishi Rudell.
| Numéros                                                               | Titres                                                          | 1re diff. aux États-Unis |
| --------------------------------------------------------------------- | --------------------------------------------------------------- | ------------------------ |
| 1                                                                     | Hier n'est pas aujourd'hui My Past Is Not Today                 | 2 avril 2015             |
| Sunset Shimmer rappel sa réformation d'un villain à une heroïne.      |                                                                 |                          |
| 2                                                                     | L'amitié nous soutiendra des années Friendship Through the Ages | 2 avril 2015             |
| Les Booms-en-ciel chantent de leur amitié éternelle à Sunset Shimmer. |                                                                 |                          |
| 3                                                                     | La vie fonce comme le vent Life is a Runway                     | 2 avril 2015             |
| Rarity fabrique des vêtements et donne magiquement des relookings.    |                                                                 |                          |